# Mübeccel Namık
Mübeccel Namık (Istanbul, c. 1912 - 10 de març de 1975) va ser Miss Turquia 1930.
Nascut a Kadıköy, Istanbul, en temps otomans, era filla de Namık Bey, un funcionari d'aduanes, qui va organitzar un tràfic clandestí d'armes des de la capital, Istanbul, a Ankara per a la Guerra d'Independència Turca. Es va graduar al Liceu de noies d'Erenköy. Va ser elegida Miss Turquia el 12 de gener de 1930, en el concurs organitzat a Istanbul pel diari Cumhuriyet. Segons la guanyadora de l'anterior Miss Turquia, Feriha Tevfik, qui participà també en aquest concurs i guanyà el segon lloc, Mübeccel Namık era "grossa". Va anar a París el febrer de 1930 pel concurs Miss Europa, on va guanyar la corona la grega Aliki Diplarakou (totes les altres dones van ser declarades "segona".) Mübeccel Namık va ser anomenada "Miss Baklava". El 1931 va gravar un disc amb el títol "Mübeccel'im Ben" (Soc Mübeccel en turc). Es va casar amb Abdülkadir Behnesavi (o Benhisavi) i varen tenir dos fills. Va morir de càncer.
Gülriz Sururi, actriu de teatre turca, la senyala com una de les seves "role models".